# Weinmannia microphylla
Espèce
Synonymes
- Weinmannia microphylla var. microphylla[1]
- Weinmannia parvifolia Ruiz ex D. Don[1]
- Windmannia microphylla Kuntze[1]

Weinmannia microphylla est une espèce de plantes de la famille des Cunoniaceae.

## Liste des variétés
Selon Catalogue of Life (12 avril 2019) :
- variété Weinmannia microphylla var. tenuior
- variété Weinmannia microphylla var. weddellii

Selon The Plant List (12 avril 2019) :
- variété Weinmannia microphylla var. tenuior (Diels) J.F. Macbr.

Selon Tropicos (12 avril 2019) (Attention liste brute contenant possiblement des synonymes) :
- variété Weinmannia microphylla var. caracasana (Pamp.) Cuatrec.
- variété Weinmannia microphylla var. fagaroides (Kunth) Cuatrec.
- variété Weinmannia microphylla var. microphylla
- variété Weinmannia microphylla var. parvifolia (Ruiz ex D. Don) Pamp.
- variété Weinmannia microphylla var. tamana (Cuatrec.) Cuatrec.
- variété Weinmannia microphylla var. tenuior (Diels) J.F. Macbr.
- variété Weinmannia microphylla var. weddellii J.F. Macbr.

## Publication originale
- Flora Peruviana, et Chilensis 4: t. 334. 1830.